# Nieuwe maan

Nieuwe maan

Nieuwe maan is een van de schijngestalten van de maan.
Als de maan ongeveer tussen de aarde en de zon staat, is alleen de schaduwkant van de maan waar te nemen. De maan is dan niet te zien.
Zonsverduisteringen treden alleen op tijdens nieuwe maan. De maan staat dan precies tussen de aarde en de zon.
Volgens de Chinese, de joodse en de islamitische kalender, welke eveneens maankalenders zijn, begint een nieuwe maand altijd na nieuwe maan.

## Het asgrauwe licht
Het zogenoemde asgrauwe licht is zonlicht dat door de aarde naar de maan wordt gezonden en vervolgens door de maan weer naar de aarde teruggekaatst en dus hier zichtbaar wordt. Dit licht is het best waarneembaar zo'n 3 à 4 dagen voor en na nieuwe maan, als de maan boven en de zon onder de horizon staat. Ook tijdens een totale zonsverduistering kan het asgrauwe licht kortstondig worden waargenomen, het is dan omgeven door de heldere corona van de zon. Gedurende deze korte waarneemtijd is het ten zeerste af te raden om dit verschijnsel na de eigenlijke totaliteit te blijven bekijken eens de zeer heldere fotosfeer van de zon weer tevoorschijn komt (risico op verblinding).